# Commodore 1540
Commodore 1540 är en diskettstation avsedd att läsa 5¼" disketter. Enheten har en egen processor, ram-minne och operativsystem och kommunicerar seriellt med andra enheter eller tillhörande dator. Denna modell konstruerades ursprungligen med avsikten att användas tillsammans med hemdatorn VIC-20 och har en uppföljare kallad Commodore 1541.